# Sepia tenuipes
Sepia tenuipes är en bläckfiskart som beskrevs av Sasaki 1929. Sepia tenuipes ingår i släktet Sepia och familjen Sepiidae. IUCN kategoriserar arten globalt som otillräckligt studerad. Inga underarter finns listade i Catalogue of Life.